# Nguyễn Phúc Thái
Nguyễn Phúc Thái (chữ Hán: 阮福溙, 1649 - 1691), trước bị gọi nhầm thành Nguyễn Phúc Trăn, Chúa Nghĩa là Chúa Nguyễn thứ 5 của chính quyền Đàng Trong trong lịch sử Việt Nam (ở ngôi 1687-1691), nối ngôi Chúa Hiền Nguyễn Phúc Tần.

## Thân thế
Nguyễn Phúc Tần có hai bà vợ chính, một bà Chính phi tên Chu Thị Viên, một bà Thứ phi tên Tống Thị Đôi.
Bà Tống Thị Đôi là mẹ của Chúa Phúc Thái. Chúa Phúc Thái là người con trai thứ hai của Chúa Phúc Tần và là con đầu của bà Tống Thị Đôi.
Khi người con cả là Nguyễn Phúc Diễn mất, Nguyễn Phúc Tần cho rằng Nguyễn Phúc Thái tuy là con bà hai song lớn tuổi lại hiền đức nên phong làm Tả thủy dinh phó tướng Hoằng Ân hầu, làm phủ đệ tại dinh Tả thủ, khi Nguyễn Phúc Tần mất Nguyễn Phúc Thái đã 39 tuổi được nối ngôi Chúa, được triều thần tôn làm "Tiết Chế Thủy Bộ Tư Dinh Kiêm Tổng Nội Ngoại Binh Chương Quân Quốc Trọng Sự Thái phó Hoằng Quốc công"

## Điều hành Đàng Trong
Nguyễn Phúc Thái là người nổi tiếng rộng rãi, giảm nhẹ hình phạt, thuế khoá, trọng dụng quan lại cũ, trăm họ đều vui mừng.
Chúa quy định lại tang phục cho có lợi, bởi vì vào thời ấy, mỗi khi có quốc tang thì người dân dù người già, trẻ con đều la khóc kêu gào, bỏ việc đồng áng, lao động. Chúa quy định người trong Tông thất và thân trần để tang 3 năm; cai đội trở lên để tang 2 tuần; Nội ngoại đội chưởng, văn chức, câu kê để tang đến giỗ đầu; còn quân dân để tang đến Tết Trung nguyên (Rằm tháng Bảy).
Tháng 7 năm 1687, Chúa Phúc Thái dời dinh phủ Chúa sang làng Phú Xuân, lấy Bằng Sơn (nay là Ngự Bình) làm bình phong, xây đắp cung điện, thành quách rất tráng lệ. Vùng Phú Xuân rộng rãi bề thế hơn Kim Long, sông Hương trở nên rộng khi chảy ngang qua trước kinh thành và nơi này trở thành Kinh Đô của triều Nguyễn sau này và được gọi là Chính dinh. Chỗ phủ củ ở làng Kim Long (huyện Hương Trà, tỉnh Thừa Thiên) trở thành Thái Tông miếu, thờ chúa Hiền.

## Đối ngoại

### Chân Lạp
Tháng 6 năm 1688, Phó tướng Long Môn là Hoàng Tấn sinh lòng kiêu mạn, y cầm quân tấn công giết Dương Ngạn Địch ở cửa biển Mỹ Tho, xưng làm tướng quân Long Môn, rồi dời đến đóng ở xứ Rạch Năn (thuộc huyện Kiến Hòa, trấn Định Tường), chiếm cứ vùng hiểm yếu, đắp lũy, đóng thuyền chiến, đúc thêm súng lớn, không cho thương nhân qua lại, quấy nhiễu cướp bóc người Cao Miên.
Chính vương Nặc Ông Thu oán giận, bỏ việc triều cống Chúa Nguyễn, đắp lũy Bích Đôi (Gò Bích), Cầu Nam, Nam Vang, lại kết bè nổi ở sông Cầu Nôm và giăng dây thép chắn ngang cửa sông để cự thủ.
Phó vương Nặc Nôn đang đóng giữ Sài Côn vội tâu lên hết mọi chuyện. Tháng 10, triều đình sai Phó tướng dinh Thái Khang là Mai Vạn Long làm Thống suất, Cai cơ trấn Biên Nguyễn Thắng Long và Nguyễn Hữu Lễ làm Tả hữu vệ, Văn Vị Xuyên làm Tham mưu cầm quân đi chinh phạt Hoàng Tấn, đồng thời ủy cho quyền mưu tính việc mở mang biên cương.
Tháng 1 năm 1689, quan quân kéo đến đóng ở Rạch Gầm (thuộc thôn Kim Sơn, huyện Kiến Đăng, trấn Định Tường) rồi nói thác là đi đánh Nặc Thu, giả bộ ra triệu cho Hoàng Tấn đem quân sở bộ đến để làm tiên phong, nhưng Hoàng Tấn không đến.
Văn Thông dâng kế với Mai Văn Long, giả làm ông già họ Trương để dụ Hoàng Tấn ra hàng, Hoàng Tấn tin lời đi thuyền ra sông đến hội binh, quân Hoàng Tấn đang ở giữa sông bị phục binh 4 phía đánh vào và phá hết đồn trại của Hoàng Tấn. Hoàng Tấn bỏ thuyền chạy về hướng cửa biển Lôi Lạp. Vợ con Tấn trong lũy đều bị chém cả, đội quân Long Môn được chiêu dụ, những kẻ bị Tấn bắt ép phải theo đều được tha thứ.
Quan quân thừa thế tiến đánh Nặc Thu, giao cho tướng sĩ Long Môn Trần Thượng Xuyên làm tiên phong, đốt hết dây thép chắn ngang sông, tiến công chiếm được ba lũy Cầu Nôm, Nam Vang và Gò Vách.
Nặc Thu rút quân lui về giữ thành Oudong (Long Úc). Nguyễn Thắng Quyền khinh địch ham tiến bị Ông Thu đánh bại, Nguyễn Thắng Sơn đem quân đến cứu, xông trận đánh hăng, buộc Nặc Thu rút vào thành cố thủ. Rồi lập mưu sai nữ sứ giả là Chiêm Dao Luật đến xin hàng và đề nghị quan quân rút lui để họ chuẩn bị lễ vật cống hiến. Thực ra ấy là mưu kế để họ kịp mộ binh tiếp viện tính việc chống cự. Mai Vạn Long nhẹ dạ tin theo rồi cho lui quân về đóng ở Bến Nghé (nay là chợ Điều Khiển).
Đã hơn một năm trôi qua mà Nặc Thu không chịu tiến cống, lúc ấy lại bỗng xảy ra bệnh dịch, quân sĩ nhiều người bị bệnh và chết, Cai cơ Nguyễn Thắng Sơn cùng các tướng làm tờ tấu đàn hạch Mai Vạn Long về tội chần chừ làm hỏng quân cơ.
Mùa đông năm 1689, triều đình sai Cai cơ Nguyễn Hữu Hào làm thống suất, Hòa Tín làm Tham mưu, Cai đội Nguyễn Thắng Sơn hầu làm Tiên phong, tuyển lựa tinh binh ở các xứ Phú Yên, Thái Khang và Phan Rí để tiến đánh Cao Miên, rồi cho bắt trói bọn Vạn Long hầu cùm đưa về kinh sư. Sau đó triều đình miễn chức Vạn Long hầu cho về làm thường dân, giáng Vị Xuyên hầu xuống làm tướng thần thuộc lại.
Nguyễn Hữu Hào tiến quân đóng ở Bích Đôi, cho dựng lũy, sắp xếp quân thủy bộ. Rồi sai người đến chỗ Nặc Thu yêu cầu bắt cống nộp, nhưng Nặc Thu lại giở trò lần lữa như trước chỉ tiến cống một phần.
Tháng 3 năm 1690, Nguyễn Hữu Hào đánh thắng Cao Miên, bắt vua Cao Miên là Nặc Thu đem về Sài Côn rồi nghỉ quân, Cao Miên từ đó mới bình định.
Sau đó Nặc Thu bị bệnh mất, Nặc Non cũng mất, các tướng tâu lên rằng dòng đích của vua Cao Miên không còn ai, do đó triều đình phong cho con Nặc Non là Nặc Yêm làm vua và lệnh cho đóng ở thành Gò Vách. (Sử Cao Miên ghi niên hiệu Thiên Vận (1622) là năm Thìn, Nặc Yêm con của Nặc Non là Tham - đích - sá - chiêu - trùy lên làm vua, so ra thời đại và tên gọi khá phù hợp nhưng tháng năm thì sai khác, điều đó còn cần khảo cứu thêm).

## Qua đời
Mùa xuân năm Tân Mùi 1691, Chúa Nghĩa ốm nặng, ông triệu Thế tử là Tộ Trường hầu Nguyễn Phúc Chu đến và căn dặn: "Ta nối Tổ nghiệp trước, vẫn để lại, thường lấy làm lo, mong sao nối theo được chí, làm theo được việc. Con nay kế nghiệp, nên noi giữ Thánh đức của Tổ tông, cầu hiền đãi sĩ, yêu dân thương quân, đừng tin lời nói gièm pha, đừng bỏ những người ngay thẳng, để xây dựng nghiệp lớn, đó là điều đại hiếu".
Cùng ngày, Chúa Nghĩa qua đời (ngày 10 tháng Giêng năm Tân Mùi), thọ 43 tuổi.
Lăng mộ an táng tại núi Kim Ngọc (Định Môn, Hương Trà, Thừa Thiên). Tên lăng là Trường Mậu (長茂陵), đặt thụy là Đại Nguyên Soái Thống Quốc Chính Thiệu Hư Toản Nghiệp Hoằng Nghĩa vương (大元帥總國政紹休纂業弘義王), đến năm Cảnh Hưng thứ năm đời Chúa Vũ dâng thụy là Thiệu Hư Toản Nghiệp Khoan Hồng Bác Hậu Ôn Huệ Từ Tường Hiếu Nghĩa vương (紹休纂業寬洪博厚溫惠慈祥孝義王).
Thế tử Nguyễn Phúc Chu lên kế nghiệp, tức Chúa Minh.
Sau này, Nhà Nguyễn - vua Gia Long truy tôn ông miếu hiệu là Anh Tông (英宗), thụy là Thiệu Hư Toản Nghiệp Khoan Hồng Bác Hậu Ôn Huệ Từ Tường Hiếu Nghĩa Hoàng đế (紹休纂業寬洪博厚溫惠慈祥孝義皇帝).

## Gia đình

### Vợ
- Hiếu Nghĩa Hoàng hậu Tống Thị Lĩnh (1653 - 1696), quê quán ở huyện Tống Sơn, tỉnh Thanh Hóa, con gái quan Thiếu phó Quận công Tống Phúc Vinh, mẹ bà họ Lê. Bà vào hầu Nghĩa vương nơi tiềm để, sau được phong lên bậc Cung tần. Khi mất, được phong tặng là Quốc Thái Phu nhân, táng ở làng Định Môn (Hương Trà, Thừa Thiên). Vua Gia Long truy tôn: Từ Tiết Tĩnh Thục Tuệ Mẫn Hiến Thuận Hiếu Nghĩa Hoàng hậu, đặt tên lăng là Vĩnh Mậu. Bà được phối thờ với đức Anh Tông ở Thái Miếu, án thứ hai bên phải.

### Con

#### Công tử
1. Nguyễn Phúc Chu, tức Hiển Tông Hiếu Minh Hoàng đế.
2. Nguyễn Phúc Tuân, mất sớm, vô tự (không có con kế tự).
3. Nguyễn Phúc Toàn, mất sớm, vô tự.
4. Ngoại tả Chưởng dinh Nguyễn Phúc Trinh, mất sớm, vô tự.
5. Nguyễn Phúc Quảng, mất sớm, vô tự.

#### Công nữ
1. Khuyết danh (không rõ tên), bà hạ giá lấy Tín Quận công (không rõ họ tên).
2. Khuyết danh (không rõ tên), bà hạ giá lấy Tài Quận công (không rõ họ tên).
3. Nguyễn Phúc Ngọc Nhiễm (? - 1703), bà hạ giá lấy Chưởng dinh Trương Phúc Phan. Bà mất năm Quý Mùi 1703. Khi mất được truy phong Tống Sơn Quận công Thục Phu nhân, an táng tại làng Định Môn.
4. Nguyễn Phúc Ngọc Niệu, mất sớm.

## Tưởng nhớ
Tên ông đã được đặt tên cho một con đường ở tỉnh Thừa Thiên Huế, thành phố Huế.